# Le Magny, Indre
Le Magny là một xã ở tỉnh Indre khu vực trung bộ Pháp. Xã này có diện tích 17,84 km², dân số thời điểm năm 1999 là 858 người. Khu vực này có độ cao trung bình 243 mét trên mực nước biển.